# Marianne Moore
Marianne Craig Moore (n. 15 noiembrie 1887, Kirkwood⁠(d), Missouri, SUA – d. 5 februarie 1972, New York City, New York, SUA) a fost o scriitoare modernistă americană.
A scris o lirică obiectiv-cerebrală, de atitudine etică și meditație filozofică în fața lumii realului, afirmând valorile individuale, frumusețea lucrurilor concrete ale universului natural, experiența intelectuală lucidă, într-o expresie lapidară, metaforică, intens personală, uneori ironică, care-i conferă un loc de prestigiu alături de Ezra Pound, William Carlos Williams, în literatura americană a secolului al XX-lea.
A condus revista The Dial.

## Scrieri
- 1921: Poems ("Poezii");
- 1924: Observations ("Observații");
- 1936: The Panglion and Other Poems ("Furnicarul și alte poezii");
- 1941: What Are Years? ("Ce sunt anii?");
- 1951: Collected Poems ("Culegere de poeme");
- 1956: Like a Bulwark ("Ca un bastion").